# Sagwon

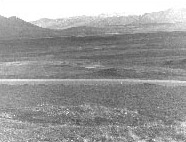
Le site archéologique

Sagwon est une localité d'Alaska aux États-Unis située dans le Borough de North Slope, au-dessus du cercle Arctique. Elle est connue à cause des fouilles archéologiques du site Gallagher Flint, découvert en 1970 lors de la construction de l'oléoduc trans-Alaska, et est inscrite depuis 1978 comme étant un National Historic Landmark. 